# Морен Брито, Марсельо
Марсельо Луис Мануэль Морен Брито (исп. Marcelo Luis Manuel Moren Brito; 27 июля 1935, Темуко — 11 сентября 2015, Сантьяго) — чилийский офицер армии и тайной полиции, один из руководителей ДИНА, начальник Кауполиканской бригады. Сторонник генерала Пиночета и Правительственной хунты, активный участник политических репрессий в годы военной диктатуры. Сыграл важную роль в подавлении ультралевого вооружённого подполья. После восстановления демократии осуждён за похищения, убийства и применение пыток, умер в заключении.

## Армейский офицер
Происходил из семьи провинциальной интеллигенции. Окончил Военное училище имени Бернардо О’Хиггинса. По военной специальности — офицер сухопутных войск. Служил в мотопехотных частях. В начале 1970-х майор Морен Брито был заместителем командира 21-го полка «Арика». Придерживался крайне правых взглядов, был убеждённым националистом и антикоммунистом. Негативно относился к левому блоку Народное единство и правительству Сальвадора Альенде.
Марсельо Морен Брито с энтузиазмом поддержал военный переворот 11 сентября 1973. Участвовал в захвате Государственного технического университета в Сантьяго и аресте Виктора Хары. Был одним из руководителей Каравана смерти в Антофагасте — бессудного расстрела четырнадцати противников нового режима и трёх профсоюзных активистов в Копьяпо.

## Участник репрессий

### Начальник бригады ДИНА
С первых недель военного режима Марсельо Морен Брито перешёл на службу в ДИНА — тайную полицию правящей хунты генерала Аугусто Пиночета. Входил в Оперативную дирекцию (Главный штаб) и возглавлял Кауполиканскую бригаду — одно из трёх подразделений Столичной бригады ДИНА. Под его руководством служили эффективные оперативники Мигель Краснов, Басклай Сапата, Освальдо Ромо. Оперативные качества самого Морена Брито, ультраправое мировоззрение, решительность и жестокость выдвинули его в ближайшее окружение директора ДИНА Мануэля Контрераса. Был известен под прозвищами El Ronco (Хриплый) и El Coronta (Корона).
Майор Морен Брито участвовал и в подавлении вооружённых противников режима, и в преследованиях невооружённой оппозиции. Во всех случаях он отличался крайней жёсткостью действий. Специализировался на подавлении ультралевой организации MIR. 5 октября 1974 агенты ДИНА во главе с Мореном Брито и Красновым выследили лидера MIR Мигеля Энрикеса. В столкновении Энрикес был убит. Это нанесло сильный удар по вооружённому антипиночетовскому подполью. Арестованную активистку MIR Кармен Кастильо допрашивали Морен Брито и сам Контрерас. Объектами спецмероприятий Кауполиканской бригады являлись также активисты Компартии Чили.
В 1975 Морен Брито был одним из руководителей Операции «Коломбо» — похищений и бессудных убийств противников хунты. Руководил центром содержания заключённых на Вилле Гримальди. Лично участвовал в допросах с применением пыток, в том числе Анхелы Хериа — вдовы генерала Бачелета, матери будущей президента Чили Мишель Бачелет. Несколько активистов MIR были подвергнуты пыткам и убиты по приказу Морена Брито — наиболее известны Алан Брусе, Альфонсо Шанфро, Луми Видела, Диана Арон Свигилиски. 
Алан Брусе был двоюродным племянником Морена Брито, его отец Роберто Брусе — преподавателем Морена Брито в Военном училище. Одно время Морен Брито жил в их доме. Но это лишь дополнительно ожесточило его. Когда другие заключённые успокаивали Брусе, что здесь командует его дядя, он грустно говорил, что это означает конец. Морен Брито убивал Брусе собственноручно и с особой жестокостью. 
Высказывались предположения, что Морен Брито и Краснов присваивали средства, переведённые из-за границы для MIR и изъятые при аресте. Исходили такие подозрения от некоторых подчинённых, находившихся в сложных отношениях с подозреваемыми. Документальных подтверждений этому не предъявлено.
Также Морен Брито был причастен к аресту и убийству испанского священника Антонио Льидо, похищению и убийству испанского дипломата Кармело Сориа — оба были связаны с чилийскими левыми. Также ему инкриминировалось похищение и убийство второго капрала чилийской армии Карлоса Карраско, прикомандированного к ДИНА в качестве охранника — за гуманное отношение к заключённым и связи с подпольем.

### Перевод и отставка
Скандал из-за убийства агентами ДИНА Орландо Летельера в Вашингтоне президента Пиночета реформировать спецслужбу. В 1977 ДИНА была расформирована и заменена СЕНИ — более контролируемым ведомством с несколько сокращёнными полномочиями. Генерала Мануэля Контрераса сменил во главе тайной полиции генерал Одланьер Мена. Вместе с Контрерасом были отправлены в отставку либо переведены в другие ведомства его ближайшие сотрудники, в том числе Марсельо Морен Брито.
В звании полковника Морен Брито перешёл в Департамент специальной разведки (DEI). Участвовал в расследовании ограбления в Каламе, совершённого офицерами СЕНИ, недовольными урезанием прерогатив тайной полиции и отставкой Контрераса. Он вполне разделял «мульченскую идеологию» грабителей, но проявил свою обычную жёсткость в преследовании преступивших закон единомышленников.
Последнюю службу Марсельо Морен Брито проходил в качестве начальника штаба 4-й дивизии чилийской армии. Вышел в отставку в 1985, незадолго до начала либерализации режима. В 1991, после восстановления демократии в Чили, Марсельо Морен Брито перебрался на семейную ферму под Осорно и занялся агробизнесом.

## Суд и смерть
Судебное преследование Марсельо Морена Брито началось раньше, чем большинства других репрессивных функционеров хунты. Это определялось его важной ролью в карательном аппарате и близостью к Контрерасу. Вместе с Мореном Брито под судом оказались Контрерас, Краснов, Сапата, Ромо, ряд других функционеров ДИНА, СЕНИ и карабинеров.
В середине 1994 Морен Брито был привлечён за похищения и убийство четырёх членов MIR. По ходу процесса количество эпизодов возрастало и в итоге превысило девяносто. Большинство эпизодов касалось заключённых Виллы Гримальди. В 2010 обвинение в адрес четырнадцати функционеров чилийской хунты, включая Морена Брито, выдвинула французская юстиция — некоторые из «пропавших без вести», например, Альфонсо Шанфро, были гражданами Франции.
Первый обвинительный приговор Морену Брито был вынесен в 2004: 10 лет заключения и выплата денежной компенсации. Морен Брито ответил, что деньгами не располагает, платить не намерен и считает приговор политическим преследованием. Содеражался в тюрьмах Кордильера (Пеньялолен) и Пунта-Пеуко (Тильтиль) — заведениях повышенной комфортности, специально созданных для осуждённых функционеров хунты. Некоторые конкретные обвинения доказать не удалось, но к 2014 совокупный срок заключения Морена Брито превысил 300 лет. Вины он не признавал, свои действия считал необходимой защитой страны от марксистской угрозы.
Марсельо Морен Брито умер в военном госпитале Сантьяго в возрасте 80 лет. Его смерть пришлась на 42-ю годовщину переворота 11 сентября.